# Aragon, Aude
Aragon là một xã trong vùng hành chính Occitanie, thuộc tỉnh Aude, quận Carcassonne, tổng Alzonne. Aragon nằm trên độ cao trung bình là 190 mét trên mực nước biển, có điểm thấp nhất là 136 mét và điểm cao nhất là 346 mét. Xã có diện tích 20.56 km², dân số vào thời điểm 1999 là 453 người; mật độ dân số là 22 người/km².

## Thông tin nhân khẩu
| 1946 | 1954 | 1962 | 1968 | 1975 | 1982 | 1990 | 1999 |
| ---- | ---- | ---- | ---- | ---- | ---- | ---- | ---- |
| 374  | 355  | 334  | 304  | 306  | 374  | 389  | 451  |